# 최소 대립쌍
최소 대립쌍(最小對立雙, minimal pair)은 어떤 언어에 있어서 한 말소리에 음운적인 차이가 있는지를 분석하기 위해 이용하는 두 개의 단어를 말한다.

## 개요

### 한국어
예를 들면 한국어의 ‘탈(/tʰal/)’과 ‘딸(t͈al/)’을 비교하면 ‘알(/al//)’은 공통항으로 갖고 있지만 ‘ㅌ(/tʰ/)’과 ‘ㄸ(/t͈/)’이 달라서 의미를 구별한다. 이러한 한 부분만 다른 한 쌍의 단어들을 최소 대립쌍이라고 한다.
한국어에서는 /tʰ/과 /t͈/를 구분하지만 다른 언어에서도 꼭 그렇다고 할 수 없다. /tʰ/와 /t͈/가 구분되지 않는 언어 환경에서 자란 사람은 ‘탈’과 ‘딸’을 구분하지 못하고 같은 소리로 인식할 것이다. 그래서 최소 대립쌍은 외국어 교육에서 많이 쓰인다.

### 영어
영어에서는 이러한 알파벳에 의한 최소대립쌍의 차이가 명확히 드러난다.
| 단어 1 | 단어 2 | IPA 1  | IPA 2  | 비고        |
| ------ | ------ | ------ | ------ | ----------- |
| pin    | bin    | /pɪn/  | /bɪn/  | 최초 자음   |
| rot    | lot    | /rɒt/  | /lɒt/  | 최초 자음   |
| zeal   | seal   | /ziːl/ | /siːl/ | 최초 자음   |
| bin    | bean   | /bɪn/  | /biːn/ | 모음        |
| pen    | pan    | /pɛn/  | /pæn/  | 모음        |
| hat    | had    | /hæt/  | /hæd/  | 마지막 자음 |

- IPA: 국제음성기호

### 강세에 의한 의미분별
스페인어, 포르투갈어, 루마니아어 그리고 이태리어는 강세에 따라 의미 자체가 달라지는 많은 최소 대립쌍이 있다. 네덜란드어도 급한 강세에 따라 분별되는 이러한 것들이 최소 대립쌍이 여러 개 존재한다.
| 언어       | 단어      | IPA             | 뜻                                     |
| ---------- | --------- | --------------- | -------------------------------------- |
| 네들란드어 | voorkómen | /voːrˈkoːmə(n)/ | 예방하다                               |
| 네들란드어 | vóórkomen | /ˈvoːrkoːmə(n)/ | 발생하다                               |
| 루마니아어 | copíi     | /koˈpi/         | 아이들                                 |
| 루마니아어 | cópii     | /ˈkopi/         | 복사                                   |
| 포르투갈어 | sabiá     | /sabiˈa/        | 개똥지바퀴 (새)                        |
| 포르투갈어 | sábia     | /ˈsabia/        | 영리한 (여성)                          |
| 포르투갈어 | sabia     | /saˈbia/        | (나, 너, 그녀/그녀) 알았다.            |
| 이탈리아어 | becchìno  | /beˈkkino/      | 담당자                                 |
| 이탈리아어 | bécchino  | /ˈbekkino/      | 그들은 쪼았다 (가정법)                 |
| 스페인어   | límite    | /ˈlimite/       | 한계                                   |
| 스페인어   | limite    | /liˈmite/       | 그/그녀는 제한한다, you (formal) limit |
| 스페인어   | limité    | /limiˈte/       | 나는 제한했다                          |
| 그리스어   | ποτέ      | /poˈtɛ/         | 절대                                   |
| 그리스어   | πότε      | /ˈpotɛ/         | 언제                                   |

## 같이 보기
- 음소